# 奧斯特羅韋爾希夫卡 (哈佳奇區)
50°21′10″N 33°54′15″E / 50.35278°N 33.90417°E
奧斯特羅韋爾希夫卡（烏克蘭語：Островерхівка），是烏克蘭中部的村莊，隸屬波爾塔瓦州的米爾霍羅德區。該村距離比連琴基夫卡和奧里哈諾韋0.5公里，始建於1870年，面積1.11平方公里，海拔高度161米，2001年人口164。